# Stazione di Camerano-Aspio
La stazione di Camerano-Aspio è una fermata ferroviaria posta sulla ferrovia Adriatica. Serve il territorio comunale di Camerano e la località dell'Aspio, frazione del comune di Ancona, situata a poco più di duecento metri dalla fermata.

## Storia
Originariamente stazione, venne trasformata in fermata nel 1947.
Nel 2010 è stata oggetto di alcuni lavori di ammodernamento finanziati in parte dal colosso IKEA, il cui punto vendita sorge nei pressi della fermata stessa.